# Тілопо індонезійський
Тілопо індонезійський (Ptilinopus gularis) — вид голубоподібних птахів родини голубових (Columbidae). Ендемік Індонезії. Раніше вважався конспецифічним з бангайським тілопо.

## Опис
Довжина птаха становить 33-36 см. Голова, шия і нижня частина тіла сріблясто-сірі. На нижній частині грудей невелика охриста пляма. На горлі невелика темно-бордова пляма. Верхня частина тіла яскраво-зелена. Задня частина шиї поцяткована жовтувато-зеленими смугами. Гузка і нижні покривні пера хвоста темно-каштанові. У індонезійських тілопо пляма на грудях дещо більша, ніж у бангайського тілопо, гузка світліша, а дзьоб менший.

## Поширення і екологія
Індонезійські тілопо є ендеміками Сулавесі. Вони живуть у вологих рівнинних тропічних лісах. Зустрічаються на висоті до 800 м над рівнем моря. Віддають перевагу незайманим лісам.